# Bolani

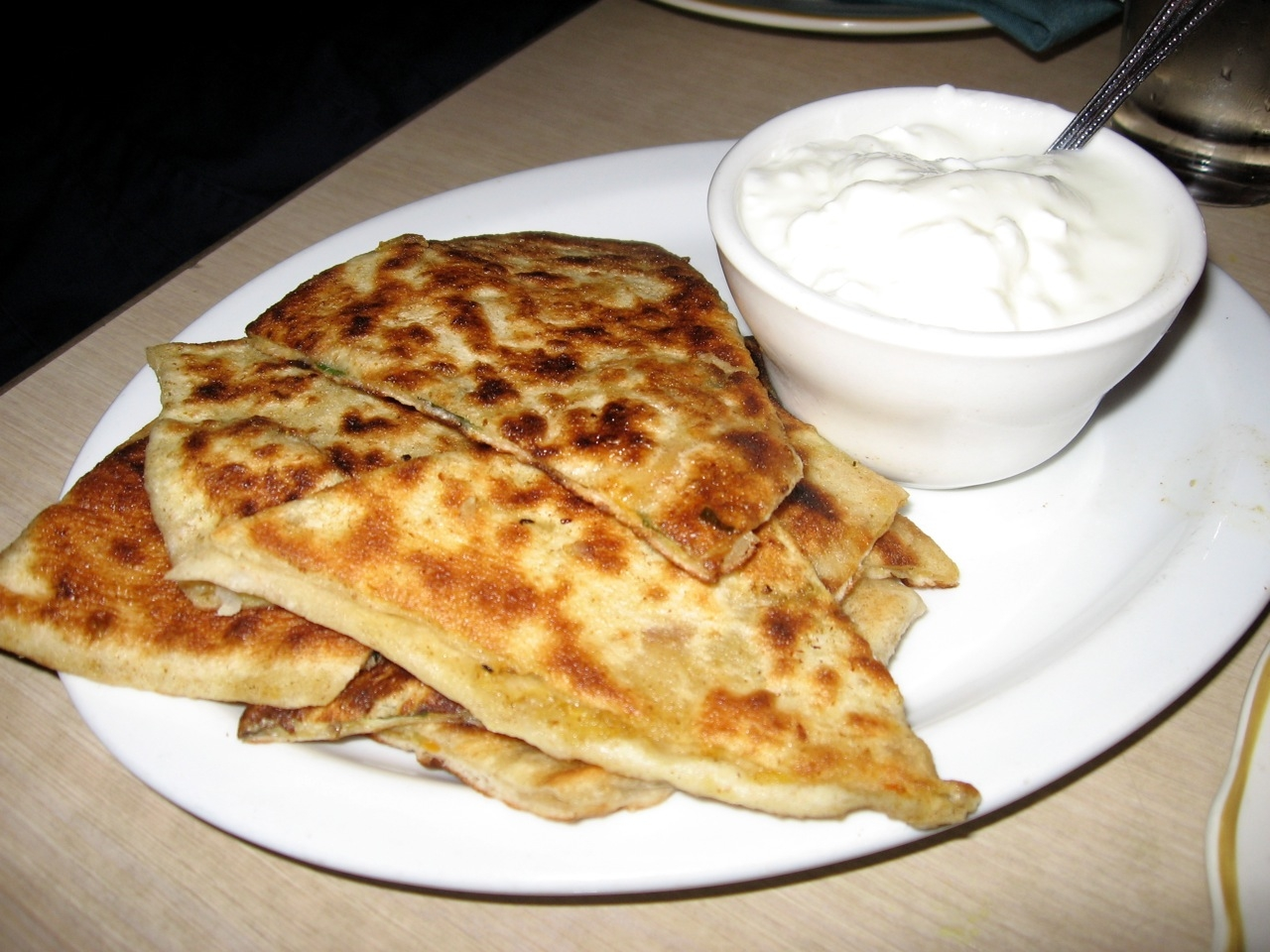
Pan tipo bolani.

Bolani es un tipo de pan delgado propio de Afganistán, que se cuece o fríe con rellenos de vegetales. Posee una corteza delgada y puede rellenarse con diversos ingredientes, tales como papas, espinaca, lentejas, calabaza, o puerros. Puede servirse con yogur natural o yogur de menta y suele acompañarse con una bebida doogh.
El bolani se prepara para ocasiones especiales, como fiestas de cumpleaños, fiestas de compromiso o vacaciones. Se vende mucho en las calles de Afganistán, sobre todo en ciudades como Kabul, Jalalabad y Kandahar. 